# Maksim Șabalin
Maksim Șabalin (n. 25 ianuarie 1982, regiunea Samara, RSFS Rusă, URSS) este un dansator pe gheață ce a reprezentat Bulgaria (la juniori) și Rusia, medaliat olimpic. A participat la 2 ediții ale Jocurilor Olimpice (2006, 2010) în care a câștigat o medalie de bronz.